# Álvaro Boessio
Alvaro Davi Boessio (Veranópolis, 23 de julho de 1960) é um político brasileiro.
É filiado ao Partido do Movimento Democrático Brasileiro (PMDB). Nas eleições de 2014, em 5 de outubro, foi eleito deputado estadual à Assembleia Legislativa do Rio Grande do Sul na 54ª legislatura (2015 — 2019). Assumiu o cargo em 1 de fevereiro de 2015, cujo mandato expira em 1 de fevereiro de 2019.